# Evangelický hřbitov v Nýdku
Evangelický hřbitov v Nýdku se nachází v obci Nýdek ve svahu nad náměstím směrem k Nové Osadě. 
Vlastníkem větší části hřbitova je Farní sbor Slezské církve evang. a. v. v Bystřici; malá část hřbitova se nachází na státním pozemku. Provozovatelem hřbitova je obec Nýdek.
Hřbitov byl posvěcen 26. května 1864. Roku 1900 byl rozšířen.
Na hřbitově se nachází rozměrná evangelická kaple, vystavěná v letech 1903–1904, jež nahradila dřívější dřevěnou márnici.
Na hřbitově je pohřbeno deset členů partyzánské skupiny „Čantoryja”, kteří padli 10. listopadu 1943.